# طه وادي

طه وادي في شبابه

طه وادي (1937- 2008 م) أستاذ الأدب الحديث بكلية الآداب جامعة القاهرة.

## سيرته
ولد طه وادي في كفر بدواي القديم عام 1937م. عمل أستاذًا بآداب القاهرة، وأستاذًا للأدب في أكاديمية الفنون كليات الآداب بجامعات المنصورة، بني سويف، الفيوم، آداب الخرطوم. وهو عضو اتحاد الكتاب، وعضو المجالس الأدبية واللغوية، وأشرف على أكثر من 100 رسالة ماجستير ودكتوراه.

## مؤلفاته
له أكثر من 15 مؤلفًا أكاديميا في الدراسات الأدبية منها:
- صورة المرأة في الرواية العربية.
- ديوان رفاعة الطهطاوي: جمع ودراسة، الهيئة المصرية العامة للكتاب، 1979.
- شعر شوقي الغنائي والمسرحي،
- شعر ناجي: الموقف والأداة.
- الشعر والشعراء المجهولون في القرن التاسع عشر.

كما أنه أسهم بأعمال إبداعية من قصص قصيرة «العشق والعطش» ترجمت للإنجليزية والوردة والبندقية ومن أعماله الروائية «أشجان مدريد» ترجمت للأسبانية.
أصدر طه وادي، سبع مجموعات قصصية، هي عمار يا مصر (1980م)، والدموع لا تمسح الأحزان(1982م)، وحكاية الليل والطريق (1985م)، ودائرة اللهب (1990م)، والعشق والعطش (1993م)، وصرخة في غرفة زرقاء (1996م)، ورسالة إلى معالي الوزير (2000م). كما أصدر أربع روايات هي: الأفق البعيد (1984م)، والممكن والمستحيل (1987م)، والكهف السحري (1994م)، وعصر الليمون (1998م) كما أصدر سيرة ذاتية بعنوان «الليالي» (1991م).

## وفاته
توفي طه وادي عام 2008م. 